# César Portela
César Portela Fernández-Jardón (Pontevedra, 18 d'abril de 1937) és un arquitecte gallec.

## Trajectòria
Va estudiar a les Escoles Superiors d'Arquitectura de Madrid i Barcelona, llicenciat el 1966 i doctorat dos anys més tard.
Va ser professor convidat a diferents universitats i institucions, com l'Escola Superior d'Arquitectura de Pamplona, Nancy, Caracas, Lisboa o Weimar. Va col·laborar en l'organització i disseny de seminaris i tallers d'arquitectura dins i fora d'Espanya.
Va rebre el Premi Nacional d'Arquitectura d'Espanya el 1999 per l'edifici de l'Estació d'autobusos de Còrdova. Ha rebut diverses distincions i honors de diferents institucions estatals i internacionals. També ha dut a terme una extensa tasca docent, ocupant actualment la Càtedra de Projectes Arquitectònics de l'Escola Tècnica Superior d'Arquitectura de la Corunya.

## Obres

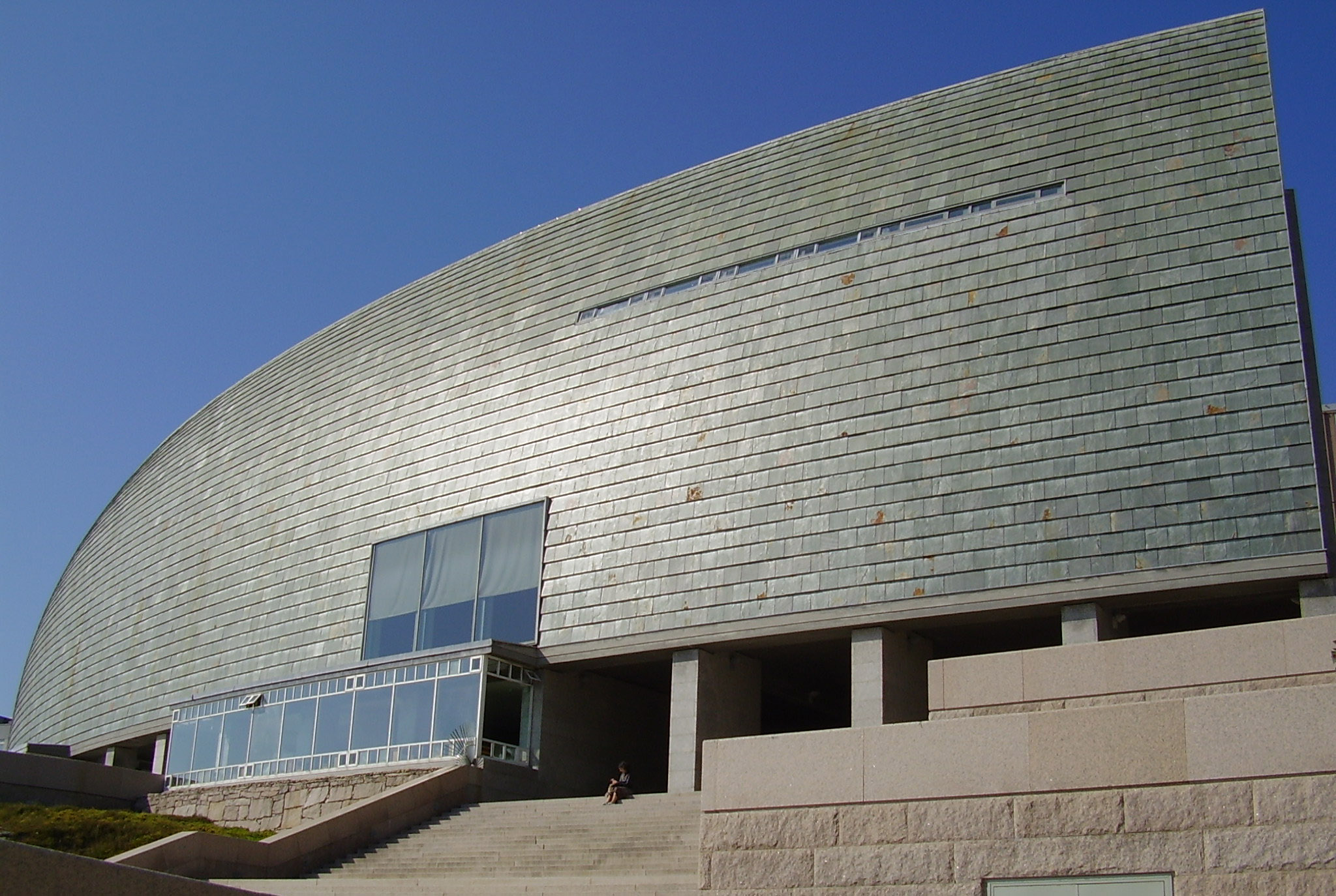
Casa do Home, a la Corunya.

- Facultat de Belles Arts de Pontevedra (Pontevedra, 1990).
- Museu del Cuir 'Fábrica de Curtidos Familia Nogueiras' (Allariz, 1993).
- Torre Lombarda (Allariz, 1994).
- Domus - Casa do Home (La Corunya, 1995, amb Arata Isozaki).
- Far de Punta Nariga (Malpica de Bergantiños, 1995).
- Cementiri de Fisterra (Fisterra, 2002).
- Museu del Mar (Vigo, 2002, amb Aldo Rossi).
- Estació d'Autobusos de Còrdova (Còrdova, 1999), Premi Nacional d'Arquitectura d'Espanya.
- Verbum - Casa das Palabras, (Vigo, 2003).
- Auditori Municipal (Vilagarcía de Arousa, 2003).
- Pazo de Congresos (La Corunya, 2003, amb Ricardo Bofill).
- Rehabilitació del Teatro Cine Fraga (Vigo, 2007).
- Observatori astronòmic de Cotobade (Carballedo, 2009, amb Magdalena Portela).
- Piscina termal d'As Burgas (Ourense, 2010).
- Auditori Pazo de Congresos Mar de Vigo (Vigo, 2011).
- Ampliació de l'Aeroport de Peinador (Vigo, en execució)